# Kedunggebang
Kedunggebang is een bestuurslaag in het regentschap Banyuwangi van de provincie Oost-Java, Indonesië. Kedunggebang telt 10.290 inwoners (volkstelling 2010).